# Jaime Abram Lerner
Jaime Abram Lerner, de nome profissional Jaime Lerner (São Paulo, 26 de outubro de 1959) é um cineasta e escritor brasileiro.

## Biografia
Nascido em São Paulo, aos 7 anos de idade emigrou com a família para Israel, onde fez os estudos básicos e formou-se em cinema na Academia de Cinema e TV Beit Zvi, em Ramat Gan (1983). Viveu um ano em Londres, onde realizou seu primeiro curta, "Young Jon watchin' time" (1984) e participou da equipe do longa "Lifeforce", de Tobe Hooper.
Em 1985 regressou ao Brasil, estabelecendo-se em Porto Alegre, onde já dirigiu 7 curtas, 4 documentários de longa metragem e uma minissérie de ficção, além de diversos comerciais de publicidade e clipes musicais. Trabalhou também como diretor de fotografia de curtas, comerciais e programas de TV.
Entre 1992-93 ministrou oficinas de cinema, das quais resultaram os curtas de direção coletiva "Vista da janela" e "A pequena vida das pessoas grandes". Deu aulas de Direção de fotografia no Curso de Realização Audiovisual da Unisinos (2003-2005) e no Curso de Especialização em Cinema na PUC/RS.
Publicou a novela "Grupo de risco" (1990) pelo Instituto Estadual do Livro do Rio Grande do Sul, e o volume do contos "Entre quatro paredes" (1995) pelo Fumproarte de Porto Alegre. Um de seus contos, "Herança" ("Legacy") foi selecionado para a antologia "Contemporary Jewish Writing in Brazil", publicada pela Universidade de Nebraska em 2011.
Foi presidente da Associação Profissional de Técnicos Cinematográficos do Rio Grande do Sul em duas oportunidades, 1993-95 e 2009-11. Foi também presidente nacional da Associação Brasileira de Documentaristas (2011-2013)  e vice-presidente da Fundacine (2012-2014).

## Filmes e premiações
Seu curta Mazel Tov (1990), que reconstitui os primórdios da imigração judaica no Rio Grande do Sul, ganhou prêmios de Melhor Direção de arte no Festival de Brasília e no Rio Cine Festival. "Subsolo" (2008), que narra o dramático encontro entre uma mulher e uma menina num poço de elevador, foi premiado como Melhor Curta no Brazilian Film Festival of Toronto. "Kopeck" (2011), a história de um escritor frustrado que descobre tarde demais a grande história que ele tinha para contar, recebeu os prêmios de Melhor Produção Gaúcha no Festival de Gramado e Melhor Roteiro no Festival de Santa Maria.
Seu longa "Harmonia", que discute os conflitos entre cultura popular e tradicionalismo no Rio Grande do Sul, foi apontado pelo pesquisador Cássio Tomain como "o primeiro filme documentário gaúcho de longa metragem, depois de décadas sem produções de não-ficção neste formato no estado". "Porto Alegre, meu canto no mundo" (2008), mistura ficção e documentário para contar a história da cidade. Seu mais recente documentário, "Referendo", investiga os interesses por trás da venda de armas no Brasil, e será mostrado no próximo Festival de Gramado.
Em agosto de 2013, lançou no Festival de Gramado o documentário de longa-metragem "Dyonélio", cinebiografia do escritor Dyonélio Machado.
Em outubro de 2017 lançou pela emissora Box Brazil a minissérie "Caixa preta", em 4 episódios. Em março de 2017 lançou seu terceiro livro, o romance "O Fazedor da Utopia", em formato de livro digital comercializado pela Amazon. , em 2018 a novela "901" e em 2020, "Vrooom" em formato digital. 
Em 2021 foi contemplado como Prêmio de Trajetória Cultural Mestre Sirley Amaro do governo do Rio Grande do Sul.
Em outubro de 2023 lançou na Prime Box Brazil o documentário de longa-metragem "Monumental- O Restauro de um Símbolo" sobre a escultura O Laçador e o longa " A História de Nós Três e de Nós Quatro" com roteiro de Jorge A. Salton. 
É autor do Blog do Lerner.

## Filmografia (como diretor)[15]
- 2023 "A História de Nós Três e de Nós Quatro" (longa ficção)
- 2023 "Monumental -O Restauro de um Símbolo" (documentário)
- 2016: "Caixa preta" (minissérie)
- 2013: "Dyonélio" (documentário)
- 2012: "Referendo" (documentário)
- 2011: "Kopeck" (curta)
- 2008: "Porto Alegre, meu canto no mundo" (documentário, co-dir. Cícero Aragon)
- 2008: "Subsolo" (curta)
- 2004: "A feijoada" (curta)
- 2000: "Harmonia (documentário)
- 1998: "Duelo" (curta)
- 1994: "A festa" (curta)
- 1993: "Miragem" (curta)
- 1990: "Mazel Tov" (curta, co-dir. Flávia Seligman)
- 1984: "Young Jon watchin' time" (curta)